# Caxaperes d'Ascó
Les Caxaperes d'Ascó és una obra d'Ascó (Ribera d'Ebre) inclosa a l'Inventari del Patrimoni Arquitectònic de Catalunya.

## Descripció
Situades prop de la carretera de la Fatarella a Ascó. Són aixoplucs de pedra seca que es troben construïts dins els marges de les feixes, fetes també de pedra seca. Estan coberts amb volta de canó, fetes amb pedres laminars disposades en filades regulars i lligades en sec.

## Història
No es té cap notícia de la seva construcció. Hom considera que són de temps antiquíssims, car s'aprofita el material -la pedra de calç- que tenen a l'abast. El seu enclavament és entre la Serra d'Ascó i els pobles de la Fatarella i Vilalba, on les construccions de pedra seca hi són força prolífiques.